# Closterium toxon
Closterium toxon  là một loài Song tinh tảo trong họ Desmidiaceae, thuộc chi Closterium.